# Локуст Гроув (Џорџија)
Локуст Гроув (Џорџија) (енгл. Locust Grove) град је у америчкој савезној држави Џорџија. По попису становништва из 2010. у њему је живело 5.402 становника.

## Демографија
Према попису становништва из 2010. у граду је живело 5.402 становника, што је 3.080 (132,6%) становника више него 2000. године.
| Група             | 2000.         | 2010.         |
| Белци             | 1.880 (81,0%) | 2.891 (53,5%) |
| Афроамериканци    | 334 (14,4%)   | 2.020 (37,4%) |
| Азијати           | 10 (0,4%)     | 91 (1,7%)     |
| Хиспаноамериканци | 48 (2,1%)     | 284 (5,3%)    |
| Укупно            | 2.322         | 5.402         |